# Anteros
Nelle religioni dell'antica Grecia, Anteros (in greco antico: Ἀντέρως?, Antérōs) è il dio dell'amore corrisposto, e dell'amore che reclama e rivendica giustizia quando il sentimento d'amore viene tradito.

## Il mito
Anteros fa parte della schiera di Eroti, le divinità greche dell'amore. Secondo il mito, era nato spontaneamente dall'amore che il dio dei mari Poseidone e il suo auriga Nerito, unico figlio maschio del vecchio dio marino Nereo, nutrivano reciprocamente. Stando a un'altra versione - attestata per la prima volta solo in epoca tardo bizantina - era fratello di Eros, e dunque figlio di Afrodite: un giorno la dea andò a lamentarsi con Prometeo del fatto che il piccolo Eros non crescesse, così lo scaltro dio le rispose che Eros non sarebbe mai cresciuto finché non avesse avuto l'amore di un fratello. Afrodite diede così alla luce Anteros e da quel momento i due fratelli crebbero insieme. Questo tenero e pedagogico racconto insegna che l'amore (Eros) per crescere ha bisogno di essere corrisposto (Anteros).
Una storia raccontata da Pausania rappresenta invece il lato oscuro del nome di Anteros. Un tempo, nella città di Atene, vivevano il cittadino Melete e il meteco Timagora. Quest'ultimo era perdutamente innamorato di Melete, che tuttavia sprezzava l'incondizionato sentimento del povero straniero. Un giorno Melete liquidò lo spasimante dicendogli di gettarsi da una rupe; ma quando venne a sapere che Timagora, disperato, aveva eseguito il volere dell'amato, preso dal rimorso si buttò giù dalla stessa rupe. Così, in ricordo di Timagora, i meteci eressero un altare e lo dedicarono all'"Amore vendicato" (Anteros).

### Fonti antiche
- Pausania, Periegesi della Grecia, Libro I 30,1.
- Claudio Eliano, De Natura Animalium, Libro XIV, 28.
- Niceta Coniata, Orazione 18 ed Epistola 1.

### Fonti moderne
- Anna Maria Carassiti, Dizionario di mitologia classica, Roma, Newton & Compton, 2005, ISBN 88-8289-539-4.